# 各方對九月政爭的反應
各方對於九月政爭事件的反應。

## 政界反應

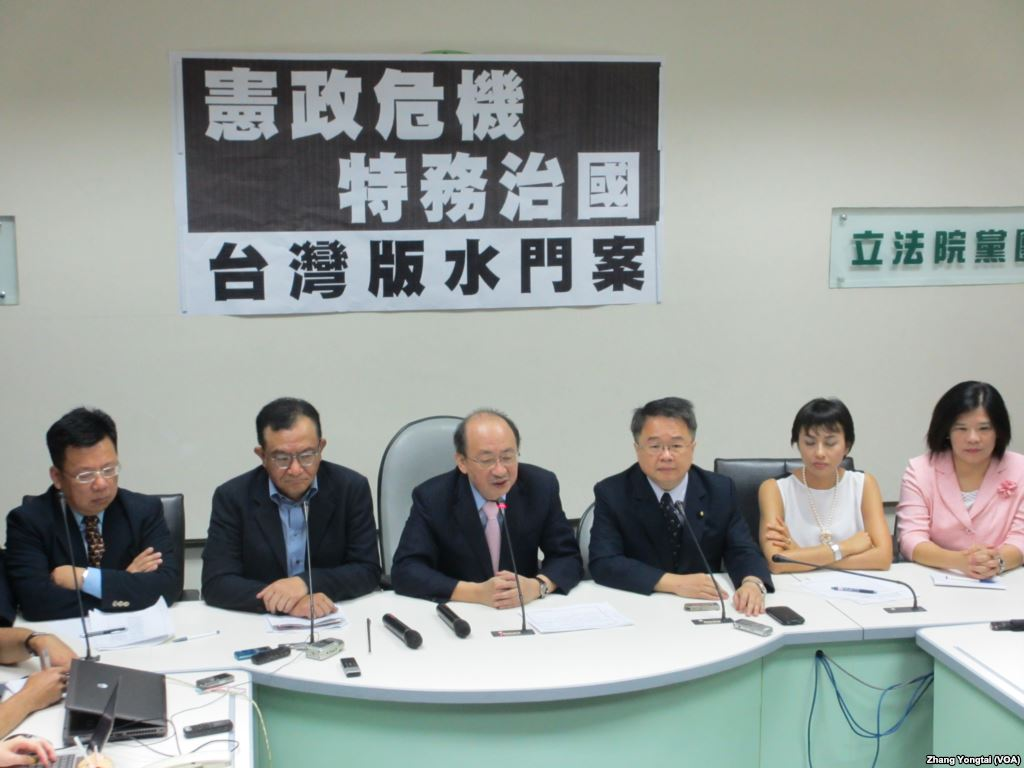
民進黨立法院黨團召開記者會批評司法關説事件。

### 民主進步黨籍政治人物
1. 2013年9月9日，前民進黨主席蔡英文認為，此事件將使臺灣再次蒙上白色恐怖陰影[2]；並於11日呼籲推動《立法院組織法》的修法，讓國會議長政治中立化，確保議長在任期內擁有中立而超然的地位來領導國會，不再受到政黨拘束[3][4]也呼籲所有在政府部門工作的人，為了國家人民，應堅持專業倫理、保持中立，嚴正拒絕捲入政爭。[5]。
2. 2013年9月9日，蘇貞昌：“我痛恨关说，本党公职人员如有关说，我也不护短，但关不关说不是马英九说了算，要走司法程序，反而是马英九自己违法乱纪，才是最严重的行为。”(新華網)
3. 2013年9月14日，蘇貞昌揚言提案彈劾馬總統(Yahoo奇摩新聞)
4. 2013年9月17日，前副總統呂秀蓮認為，中國不能接受立法院逐條逐項審查海峽兩岸服務貿易協議，所以馬英九急於在立法院開議前發動政爭，要將立法院長王金平拉下台，然後閉著眼睛通過服貿協議，接著就是互設辦事處，最後簽署和平協議等。[6]

### 中國國民黨籍政治人物
支持馬英九派
1. 2013年9月9日，行政院院長江宜樺表示：「王院長如果去職，行政部門已經做好心理準備。立法院的動盪，行政院可以預期。如果考紀會所做的決定，沒有影響到王院長擔任不分區立委，以及立法院長，但是因為特偵組所揭發的一些事證，都會讓社會大眾對於立法院的院長，是不是有涉入不法關說感到疑慮。面對國家政務的推動，行政部門必須要做好心理準備。」 [7]
2. 2013年9月13日，監察院院長王建煊與媒體茶敘時力挺馬英九總統做法，指王金平的圓融協商，堪稱罪魁禍首，早就該辭職下台，以謝黨國。王建煊認為，馬英九面對國會多數席次，卻被少人數掐住，重大法案統統過不了，實在是無路可走，才會出此對策。[8]

中立派
1. 2013年9月7日，考試院院長關中表示：「民代有他們的角色，我也做過民意代表，和政府官員的身分角色不太一樣，不能等量齊觀。」政府官員基本上依法行政、執法公正；民代基於人情世故、公交私誼，表達關心，不是什麼很特殊的事。民代是代表民意，反映意見是工作的一部分，關鍵在於政府首長可以很禮貌的說明問題、但可以不必接受。[9][10]
2. 2013年9月8日，副總統吳敦義在開記者會前曾向總統建議事緩則圓，與之討論了近半小時，最後仍未被馬總統與江揆接納。[11]

批評馬英九派
1. 2013年9月10日，前國民黨主席連戰針對馬英九對王金平進行黨紀處分發表批評說：「不該用這種不當的方式羞辱他（王金平），應給予基本的尊重；況且王金平還在國外，馬主席做法有欠周延」。[12]

### 台灣團結聯盟政治人物
1. 立委許忠信表示：「馬英九對王金平進行政治追殺，就是認為王金平是服貿協議的最大絆腳石，且馬英九背後有中國勢力，才要拔除王金平的院長職務。」[6]

### 親民黨籍政治人物
1. 2013年9月17日，立委李桐豪於立法院開議日發言表示，現任行政院長江宜樺對於立法院的羞辱已違背憲政分立原則，且已不適任行政院長。[13]

### 其他政界人物
1. 2013年9月7日，前民進黨主席施明德坦言：「臺灣很多關說文化，但到底是『關說』、『拜託』或『懇求』，可能因人而異。像他自己也常常會跟部長們拜託『不要做這個事』、『不要做那個事』，因為他是一介平民，這樣的談話可能就是懇求；但同樣一件事情，王金平院長做起來卻變成關說。他表示，檢察官們常自以為是上帝、正義的化身，說自己起訴的判罪率有多高，檢察官常常一再上訴，輸了還要再上訴。檢察官上訴有錢拿，被上訴者可是被折磨得不得了。」他問：「馬總統有無要求檢察官自我反省？否則以後檢察官又這麼濫權起訴、上訴，要怎麼辦？正義不該是片面的，公理也不是只站在握有權力的一方。恐龍司法官已經是台灣公害之一」。[14][15]。2013年9月16日，施明德表示他發現馬江體制正在破壞憲政體制，幾近造反，犯了以黨亂政的罪刑，中選會主委張博雅也捲入。他呼籲總統馬英九辭去黨主席職位；王金平與柯建銘應自請國會紀律委員會進行調查關說疑雲。[16]

## 社會輿論
1. 律師蔡瑞麟與尤伯祥對此則認為，立法院長因國民黨考紀會決議撤銷黨籍而使王金平喪失不分區立法委員資格進而喪失立法院長一事，是個嚴重的憲政爭議。蔡律師認為依憲法第66條意旨：立法院設院長、副院長各一人，由立法委員互選之。表彰為國會自治，不能由總統或政黨恣意將立法院長去職、或形同使立法院長去職之，並應補充解釋司法院大法官釋字第331號[17]。因憲法未曾有不分區立法委員立法院長喪失黨籍時的解釋，蔡律師認為若政黨以不合法手段恣意撤銷不分區立法委員之黨籍意旨，應在爭議結束前，保留其資格，故此憲政爭議應由三分之一以上的立法委員向司法院大法官聲請釋憲以求解決[18][19]。但國民黨是一民間團體，黨員資格的認定自然由黨規規定，王金平的黨員資格喪失程序已依黨規完成。
2. 臺大法律系教授顏厥安認為，臺灣政黨比例代表制源自德國，但在德國，政黨比例代表產生的國會議員即使喪失黨籍，議員資格也不受影響，因為選民投政黨票時，也會同時考量政黨不分區的提名名單，不分區立委與區域立委一樣，都是經過民意授權，必須被憲法保障。大法官在1993年做出的釋字331號違反制度原始設計精神，臺灣大法官應該進一步做出解釋[20]。
3. 政治大學法學院副教授廖元豪則指出，歐洲國家區域國會議員多無罷免機制，所以不分區議員以「自由委任」代表全國，不能由所推薦政黨撤回這委任是平衡合理的，但在臺灣區域立法委員是可以由所屬選區選民罷免，所以由政黨推薦的不分區立法委員可以經由黨收回授權而撤職是平衡的機制，因除此之外不分區立法委員無去職的機制，也是大法官331號解釋的源由[21]。
4. 南臺科技大學財經法研究所助理教授羅承宗認為王金平何時喪失立委資格，選罷法規定得不夠明確。[22]
5. 中國時報前總編輯王健壯在2013年9月9日指出，憲政爭議包括：特偵組是否對國會議長與在野黨黨鞭違法監聽？是否有權進行行政調查而非司法偵查？公布通聯紀錄內容是否違法？向總統報告個案有無違法？此案是否因黃世銘與曾勇夫私人恩怨而起？馬英九是否借力使力想一舉扳倒王金平？ [23]
6. 政治評論員王杏慶(筆名南方朔)表示：透過監聽，逮到了用“關說”這個道德罪名鬥死王金平的時候，對台灣高層政治敏感的人，已經認為，馬為了大權獨攬，已開始展開整肅式的鬥爭，馬鬥王只是個開始。[24][25]（9月9日前發表）*若政府可以透過竊聽監聽掌握別人的黑資料來搞整肅鬥爭，那麼這種手段本身就已是最大的邪惡。一個最邪惡的人，是沒有資格指責別人的。[26][27]（9月11日前發表）*9月22日，《自由時報》刊載了南方朔被《中國時報》拒刊的文章。[28]文中稱其特別訪問了『很久不見的國民黨的相當高層人士』，得出了台灣出現新四人幫的推論：金溥聰、羅智強、黃世銘、江宜樺。此四人推動的利用關說案排除王金平計畫，早於特偵組與總統府對國民宣稱的時間，而是在8月中旬。若此文為實，黃世銘依法必須送辦。惟至目前為止，相關人士並未對此文做出任何評論。臺灣司法評論刊物《法治時報》，對此事件中黃世銘與馬英九之作為多有質疑。
7. 前最高法院院長楊仁壽認為，依法，檢察總長不能向總統報告案情，總統不應指揮特偵組；另外，此案中的監聽內容不具證據能力，而國民黨撤銷王金平黨籍的方式也不合法。[29]

### 民意調查
注意：1.民意調查有誤差值。2.不同單位間所做的民調，不宜相互比較。
臺灣媒體TVBS針對此事件，先後做了兩份民調。
- 第一份民調於2013年9月9日[30]，34%的受訪者認為是關說，28%則認為不是，38%表示無法判斷；
- 第二份民調於9月12日[31]，馬英九總統的滿意度由13%降至11%，不滿意度為68%；對於馬撤銷王黨籍，17%贊成，55%反對。

臺灣智庫在9月11日公布民調：「近期特偵組調查關說案以及馬總統的處理方式，讓他的不滿意度來到71.4%，滿意度僅有17.1%，創下歷次調查的新低紀錄。反觀王金平獲得60.5%的民眾支持，不滿意只有21.8%。有關王金平涉嫌關說部分，49.9%的民眾認為檢察總長黃世銘涉嫌違反監聽、還將監聽資料交給總統，已涉嫌洩密。高達59.9%的人認為總長黃世銘已不適任，同時高達72.6%的民眾認為特偵組本次作為，將對司法帶來嚴重傷害。有53.5%認為特偵組已不是一個公正司法機關，其中有51.1%認為應該廢除。馬總統部分，高達63%的民眾認為他有雙重標準，50.7%認為他換掉王金平用意是想掌控立院。61.3%民眾認為馬英九不該開除王金平黨籍。70.3%民眾認為馬總統沒有遵守「任內不做政治偵防與非法監聽」的承諾，經過本次事件，有45.7%民眾擔心自己、親友，也可能被司法機關監聽」。
9月15日，臺灣媒體年代新聞公佈了最新一份民調，對於馬英九總統處理此次事件，11.2%滿意，63.2%不滿意；而對於王金平院長處理此次事件，49.9%滿意，22.4%不滿意；而對於有人因此事件發起罷免總統，49.2%支持，34.7%不支持；對於總統的表現，有9.2%的受訪者滿意，80.5%不滿意。2006年馬英九擔任臺北市長時，曾批評當時的總統陳水扁民調僅剩18%，要求陳水扁應懂得知恥下台，別等著選民發動罷免。根據年代民調中心於2013年9月13至14日間所做的民調，馬英九的施政滿意度僅有9.2%，因此也被民眾要求自動請辭，立即下台。民調之低僅次於台聯民調陳水扁的施政滿意度5.8%。
9月17日，TVBS於假處分後公佈了一份民調，係針對台灣當前12名重要政治人物的滿意度訪查，結果如下：
| 姓名   | 滿意度（%） | 不滿意度（%） | 增減（%） | 上次調查日期 |
| ------ | ----------- | ------------- | --------- | ------------ |
| 陳菊   | 65          | 15            | *         | 2011/08/17   |
| 王金平 | 60          | 23            | +15       | 2013/04/11   |
| 賴清德 | 59          | 18            | *         | *            |
| 朱立倫 | 56          | 15            | *         | 2010/11/30   |
| 蔡英文 | 51          | 22            | +8        | 2013/04/11   |
| 蘇貞昌 | 38          | 39            | -4        | 2013/04/11   |
| 郝龍斌 | 33          | 34            | *         | 2011/08/17   |
| 謝長廷 | 28          | 41            | 0         | 2013/04/11   |
| 陳水扁 | 19          | 47            | +8        | 2013/04/11   |
| 江宜樺 | 17          | 59            | -10       | 2013/04/11   |
| 吳敦義 | 12          | 55            | -3        | 2013/04/11   |
| 馬英九 | 11          | 74            | -5        | 2013/04/11   |

*距離上次調查時間太遠或者未列入，不計算差距值。
9月21日，台灣蘋果日報公佈了於9月18日至19日，在馬英九總統上電視專訪，說明對王金平處置的原因後的訪查。其中滿意度為21.47%，不滿意度為67.35%。

## 政局影響

### 總統
2013年9月14日，民進黨主席蘇貞昌發表聲明，未來將要發動國會彈劾、罷免總統的行動。前副總統呂秀蓮決推動罷免馬英九總統，將成立「公民罷馬聯盟」，她今天上午抨擊馬英九治國無方、治軍無力，最近的表現是紊亂憲政、獨裁復辟，強調應由全體公民集結起來，對不適任的領導人表達最大聲的憤怒。
9月14日，網友於臉書成立多個倒馬社團，包括「我是台灣人．台灣是咱的國家」所發起的「馬政府違法濫權，全民連署要求馬英九下台！ （页面存档备份，存于）」，以及葛樹人號召黑衫軍929上凱道嗆馬等活動

### 立法院
因王金平是由國民黨所推薦的不分區立法委員，一旦被黨紀處分開除黨籍，將失去立法委員資格，並連帶失去立法院長之資格。國民黨9月11日上午召開考紀會，對立法院長王金平處以「撤銷黨籍」處分，並由考紀會主委黃昭元對外說明，此案的影響到核四公投案遭原提案人國民黨籍立委李慶華撤案，認為在此政壇紛擾之際，不適合進行核四公投，經濟部長張家祝銜行政院之命積極與李慶華溝通。2013年9月13日，臺灣臺北地方法院由三位法官組成的合議庭，裁准王金平保留行使國民黨黨員職權的假處分案。
9月27日，民進黨立院黨團提議增列「針對九月政爭及違法監聽疑慮成立調閱委員會」議程，行使國會調查權，調閱違法監聽的相關資料，但因人數居於劣勢，遭國民黨團否決；民進黨立委陳其邁提出使國會議長維持中立的《立法院組織法》、《公職人員選舉罷免法》法律修正案，也遭藍營否決。

### 倒閣案
9月9日，行政院長江宜樺接受採訪表示：
| 記者：統統日前親自召開記者會，王金平可能面臨下台，會不會擔心因此影響預算案、重大法案未來在立院的推動？ 江宜樺：總統記者會，我和吳敦義副總統都有一起出席，總統做的決定，跟所宣示的立場，整個行政團隊都支持。之所以會全力支持總統，是因為總統站在維護台灣民主法治的立場，同時為了捍衛司法審判跟檢調的公正獨立性，為了捍衛司法獨立跟公正性，所以總統在面臨這麼為難的情況下，還是勇敢面對。行政團隊對於具體的關說文化，本來就非常重視。大家都還記得，總統在第一任期剛上任不久，通過廉政倫理規範，對於公務員如何拒絕包括關說在內的不法情事，本來就有宣示性規定；去年發生前行政院祕書長林益世弊案後，進一步訂定「請託關說登錄查察作業要點」，規定來自民意代表，或是行政體系長官的關說，一律都要登錄，登錄的目的是為了證明自己的清白。如果有登錄，且沒有從事對方請託的事情，一旦有人揭發，可以登錄來證明沒有去做；反之，沒有登錄而被揭發，就會百口莫辯，即使沒有做，也會被人懷疑。請託關說風氣在國內十分盛行，行政機關平常就會接到來自各方的請託關說，包括人事的任命和升遷案、採購案、補助款、地方資源分配等。這些請託關說，某些還在法律合法考量範圍，如果推薦的優秀人選，不會說是非法的，這是各方舉才的範圍之一；但如果對方非常強勢要求，威脅如果不用人就要刪預算或不利於你，就屬惡質關說或威脅。類似的情形時有所聞，台灣社會也都司空見慣，以為請託關說是政治文化的一部分，但這種事情是不對的，請託關說一旦成為常態化，政府效率會大打折扣，浪費國家資源，甚至文官體系會充滿不適任、被關說進來的人士。無論是「廉政倫理規範」或「請託關說登錄查察作業要點」，都是行政體系必須嚴格遵守。總統站出來是因為這個關說案涉及司法案件，這個就很嚴重，司法審判是各種事情爭議最後定奪裁量所在，前面可以關說，最後一道防線若是公正的話，有辦法還當事人清白、確保公平正義；如果連檢察官或法官等最後一道防線都被關說的話，可說是從頭到尾腐敗，沒有辦法成為民主法治的國家。總統會下這麼大的決心，我想是因為當關說涉入司法時，可說已經跨越很重要的紅線，依法論法沒有灰色地帶，無法輕易妥協，行政部門為了國家整個行政效率，立場上要堅決地去抗拒關說文化，尤其是法務部門的檢察官，更不應該被政治力入侵，這是基本立場。國民黨考紀會開會前，不管結果如何，立法院動盪在所難免，萬一王院長因為這件事離開院長職務，或雖然仍擔任院長，但是在公正性、政治信任飽受質疑下主持議事和預算審查，各界一定會有很多爭議。行政部門作為立法部門監督的對象，要將預算、法律案送交立法院審議，卻也要同時捲入審議是否帶著關說影響在裡面，這對國家發展非常不利。我有信心，在這事件後會有新的局面，在這短期動盪後，從這關說司法案學到寶貴的經驗，將來用更公平、透明的議事程序，對預算的審議、解凍案要有該有的做法，不讓行政部為預算解凍或法案的通過，必須付出額外代價；這種新議事文化的形成，是我們可以期待的。 記者：對於核四等重大法案得通過時程，會不會有影響？ 江宜樺：一般認為會有影響，立院朝野黨團和立委對院長的去留也會有很多討論，會花掉一些時間，這段時間的風波，朝野黨團對於這些法案的態度和表决策略、未來議事文化或許會不同，無從預測，會變得困難，還是更容易，但會做好心理準備，繼續推動國家政務。短期陣痛在所難免，但為了維護司法獨立、公正性而言，後者更是大是大非的問題，短期的代價必須要去承受。 |

江宜樺的該段談話被解讀為表示「沒有王金平的立法院，行政院準備好了」，並被質疑為侵犯立法權。民進黨要求江宜樺先向國會道歉才能進行施政報告，而江宜樺則表示他沒有說過「沒有王金平的立法院，行政院準備好了」這句話，不能為沒做的事情道歉。民進黨表示其立場為「拒絕江揆、會議照開、法案照審、立院運作不受影響」。立法院自9月17日開議起，江宜樺一直無法上台進行施政報告。
對於國會僵局，陳長文於9月30日投書媒體建議解散並重選國會。
10月11日，民進黨對行政院長江宜樺提出不信任案，該案於10月16日表決時未通過。

### 政黨反應
9月17日起，綠營開始聯手杯葛江宜樺施政報，要求道歉，兩方僵持不下。旺旺集團中時報系宣稱立法院「空轉」多天，以立法院平均每天花費近千萬元來估算，認為在25日時已浪費公帑近8千萬元。但實際立法院依舊運作，如25日當天排定的院會議事日程共一百一十項，除院長施政報告與質詢外，其他的一百零九項，包括六十九個法案的一讀，都在當天完成；也開召委會議，排定召委輪值順序。
2014年的太陽花學運過後，國民黨舉辦青年公民論壇，多數參加者為國民黨青年軍，有社會青年表達馬主席不應與王金平妥協，說：「有窮盡一切之力，把王金平幹掉嗎？」並比了割喉的手勢。

## 海外媒體反應
- 路透社：9月10日，以「臺灣的馬先生要求立法院長下台」為標題作報導。報導中稱，臺灣總統馬英九指責立法院長王金平進行非法遊說，呼籲其立刻下台，並為總統與執政黨內的權力鬥爭鋪平了道路。[57]
- NHK, 2013年9月11日
- BBC中文網（页面存档备份，存于）， 2013年9月11日
- 美聯社（页面存档备份，存于）， 2013年9月11日
- 福斯新聞頻道（页面存档备份，存于）， 2013年9月11日
- 華盛頓郵報（页面存档备份，存于）， 2013年9月12日
- 彭博社在9月12日，也報導了臺灣國會議長被自家執政黨開除(expulsion)的消息。報導中分析，可能原因是因為王同意反對派(指民主進步黨)的要求，對服貿協議逐條審查，以及因為馬英九近來的民意調查支持度已經降到13%以下，所以馬要利用此『醜聞』轉移臺灣民眾對核電與和中國大陸的協定及其他問題。[58]
- 中國大陸媒體：中國大陸媒體亦高度關注，主要入口網站均以頭條新聞報導。[59]
- 經濟學人：在9月21日的文章中，以Daggers drawn評論了此次事件。[60][61]經濟學人認為此事(馬與王的爭鬥)北京當局也有參與，雖然他們拒絕評論，但他們擔心國民黨的分裂，可能導致民主進步黨未來重新執政，這是北京不願意見到的。